# Владыкино (электродепо)
Электродепо́ «Владыкино» (ТЧ-14) — электродепо Московского метрополитена, обслуживающее Серпуховско-Тимирязевскую линию c 1 марта 1991 года.
Электродепо включает в себя зону отстоя и ремонта подвижного состава на 39 канав, мотодепо, мойку, 8-этажное административно-бытовое здание. Депо производит эксплуатацию, полное техобслуживание, а также текущий ремонт вагонов (не сложнее текущего ремонта 2-го объёма (ТР-2)). Имеется колесофрезерный станок, подъемка для вагонов.
Последнее электродепо Московского метрополитена, открытое в СССР.

## История
В 1991 году депо начало свою работу. С момента открытия в депо начали поступать семивагонные составы из вагонов типа 81-714/717 как из депо «Варшавское», так и из ТЧ-2 «Сокол». В 1994—1995 годах в депо поступали составы более новых типов 81-717.5/714.5 с Замоскворецкой и Калужско-Рижской линий. В сентябре 2000 года к открытию нового участка «Пражская» — «Улица Академика Янгеля» во «Владыкино» поступили вагоны из депо «Сокол», «Замоскворецкое», «Варшавское» и «Новогиреево».
В декабре 2001 года открылась новая станция метро «Аннино». Для пополнения вагонного парка во «Владыкино» прибыли составы из депо «Свиблово» и «Замоскворецкое». Через год к открытию станции «Бульвар Дмитрия Донского» в депо поступили новые составы 81-717.5М/714.5М из депо «Северное» и «Черкизово». Таким образом, депо «Владыкино» стало обладать самым большим количеством пассажирских составов — в 2003 году их количество составило 47 штук.
В конце 2012 года началась замена подвижного состава Серпуховско-Тимирязевской линии. В связи с этим в депо начали поступать новые составы из вагонов 81-760/761 «Ока», которые к марту 2015 года полностью заменили старые 81-717/714. Официальной датой прекращения эксплуатации этих вагонов на линии является 12 апреля 2015 года, именно тогда состоялся последний рейс состава 81-717.5/714.5, специально переданного обратно из ТЧ-2 «Сокол».
В конце 2014 года в депо поступил состав «Ока» модификации 81-760А/761А/763А со сквозным проходом. Первая поездка с пассажирами состоялась 15 января 2015 года. В начале 2015 года поступил второй состав. Позднее было решено сделать два поезда именными и оформить снаружи и изнутри цветными аппликациями — один поезд в честь 70-летия победы СССР в Великой Отечественной войне, а другой в честь 80-летия Московского метрополитена. Регулярная эксплуатация началась вместе с запуском именного поезда «70 лет Великой Победы», который 22 апреля 2015 года начал движение по Серпуховско-Тимирязевской линии. 13 мая 2015 года был запущен второй поезд «80 лет в ритме столицы». 27 января 2016 года оба состава 81-760А/761А/763А «Ока» были переданы в депо «Выхино». 19 января 2018 года «Поезд Победы» был возвращён обратно в депо «Владыкино», и с 23 января 2018 года вновь начал регулярное движение по Серпуховско-Тимирязевской линии уже с обновлённой экспозицией. 24 августа 2018 года в депо был также возвращён поезд «80 лет в ритме столицы», с последних чисел августа в пассажирской эксплуатации. 31 августа 2018 года в депо «Владыкино» был передан «Космический поезд», который с 7 сентября начал регулярное движение по Серпуховско-Тимирязевской линии, на которой ранее не эксплуатировался. 18 ноября 2018 года поезд «80 лет в ритме столицы» и «Космический поезд» были переданы в депо «Солнцево», в начале февраля 2019 года туда же был передан и «Поезд Победы».

## Обслуживаемые линии
| Линия                     | Период                 |
| ------------------------- | ---------------------- |
| Серпуховско-Тимирязевская | 1991 — настоящее время |

## Подвижной состав

### Пассажирский подвижной состав
В настоящее время электродепо обслуживает линию восьмивагонными поездами, управляемыми в одно лицо по АРС. В постоянной готовности находятся 47 составов (маршруты с 39 по 81). Общая численность парка составляет 376 вагонов.
| Тип вагонов             | Период                 | Вагонов в составе | Состояние               |
| ----------------------- | ---------------------- | ----------------- | ----------------------- |
| 81-717/714              | 1991—2015              | 8                 | списаны                 |
| 81-717.5/714.5          | 1994—2015              | 8                 | списаны                 |
| 81-717.5М/714.5М        | 2003—2015              | 8                 | списаны                 |
| 81-760/761 «Ока»        | 2012 — настоящее время | 8                 | регулярная эксплуатация |
| 81-760А/761А/763А «Ока» | 2015—2016; 2018—2019   | 8                 | переданы                |

### Служебный подвижной состав
До 2015 года в депо использовался состав-дефектоскоп (вагон 81-717 № 9279) для ультразвуковой дефектоскопии рельсов (ходил под 96-м маршрутом), однако из-за вывода из эксплуатации вагонов 81-717/714 данный состав был передан в ТЧ-5 «Калужское». Ранее дефектоскопом был вагон 81-717 № 9267 (списан в 1996 году).

## Технические особенности
Единственное депо в Москве, над парковыми путями которого проходит автомобильная дорога (Сигнальный проезд).